# Ed Jovanovski
Ed Jovanovski, maced. Ед Јовановски (ur. 26 czerwca 1976 w Windsor) – kanadyjski hokeista pochodzenia macedońskiego, reprezentant Kanady, olimpijczyk.

## Kariera
- Windsor Spitfires (1993-1995)
- Florida Panthers (1995-1999)
- Vancouver Canucks (1999-2006)
- Phoenix Coyotes (2006-2011)
- Florida Panthers (2011-2014)

W połowie 2011 przeszedł do Florida Panthers. W połowie 2014 jego kontrakt został wykupiony przez ten klub i zawodnik odszedł z drużyny.
Uczestniczył w turniejach mistrzostw świata edycji 1998, 2000, 2005, 2008, zimowych igrzysk olimpijskich 2002, Pucharu Świata 2004.

## Sukcesy
- Złoty medal mistrzostw świata juniorów do lat 20: 1995
- Finał Pucharu Świata: 1996
- Złoty medal zimowych igrzysk olimpijskich: 2002
- Puchar Świata: 2004
- Srebrny medal mistrzostw świata: 2005, 2008